# 국립국회도서관

국립국회도서관 로고

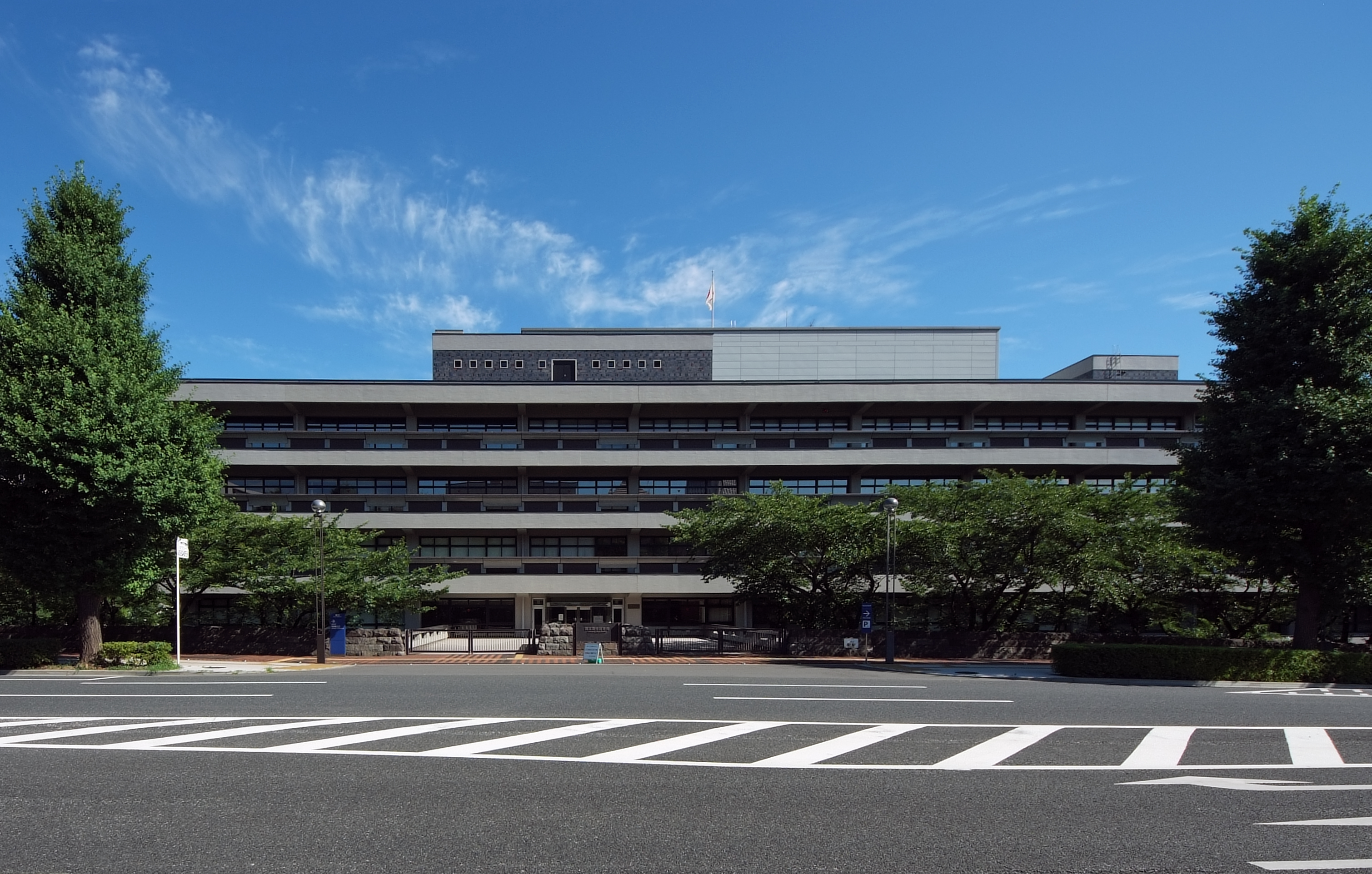
국립국회도서관 도쿄본관

 국립국회도서관(일본어: 国立国会図書館 고쿠리쓰콧카이토쇼칸[*])은 일본의 입법부인 국회에 속하는 국가 기관으로 국회의 입법 활동을 보좌하는 것을 주된 목적으로 하는 의회 도서관이다. 동시에 법정 납본(納本) 도서관으로 일본 유일의 국립 도서관의 기능을 겸하고 있어 행정 사법 부문 및 일본 국민에 대한 서비스도 실시하고 있다. 시설은 일본 국립국회도서관법에 의거해 설립되었으며 1948년 개관하였다. 두 개의 중앙 도서관과 여러 지부 도서관으로 구성되어 있다. 도쿄 본관에는 국회 분관이 있으며, 지부 도서관으로는 국제 어린이 도서관 외에 대법원 도서관이 있다.

## 역사
국립국회도서관은 세 개의 독립된 도서관, 즉 1890년 제국의회 설립 당시 설치된 귀족원 도서관과 중의원 도서관, 1872년에 문부성 산하에 설립된 제국도서관을 계승한 기관이다.
전쟁 이전 일본에서 의회의 권한은 제한적이었으며, 그에 따른 정보 수요도 "상대적으로 적었다." 초기 의회 도서관들은 "진정한 의미의 책임 있는 입법 활동에 필수적인 장서나 서비스를 발전시키지 못했다." 더욱이 일본이 패전하기 전까지 행정부가 모든 정치 문서를 통제하여 국민과 의회는 중요한 정보에 접근할 수 없었다. 더글러스 맥아더 장군 휘하의 미군 점령군은 제2차 세계 대전 이후 일본의 민주화 과정에서 의회 도서관 제도의 개혁이 중요한 부분이라고 판단했다.
1946년 의회의 각 원은 자체적으로 국립국회도서관 상임위원회를 구성했다. 전쟁 중 사상범으로 투옥되었다가 전후 참의원(폐지된 귀족원의 후신)에 선출된 마르크스주의 역사학자 하니 고로가 개혁을 주도했다. 하니는 새로운 기관을 "국민 주권의 요새"이자 "평화로운 혁명"을 실현하는 수단으로 구상했다. 도서관 개혁을 감독하던 점령군 관리들은 점령이 변화의 촉매제이기는 했으나, 현지의 자발적 움직임이 점령 이전부터 있었으며 하니와 같은 헌신적인 일본인들 덕분에 개혁이 성공적으로 이루어졌다고 보고했다.
국립국회도서관은 1948년 6월 현재의 영빈관(옛 아카사카 이궁)에서 10만 권의 장서로 문을 열었다. 초대 국회도서관장은 정치인 가나모리 도쿠지로였으며, 철학자 나카이 마사카즈가 초대 부관장을 맡았다. 1949년 국립국회도서관은 국립도서관(이전의 제국도서관)과 통합되어 일본 유일의 국립도서관이 되었다. 이때 우에노에 있던 옛 국립도서관의 장서 100만 권이 추가되었다.
1961년 국립국회도서관은 현재의 위치인 나가타초로 이전했으며, 이곳은 국회 청사와 인접해 있다. 1986년에는 1,200만 권의 도서와 정기간행물을 수용할 수 있는 부속건물이 완공되었다. 2002년 10월에는 교토부 소라쿠군 세이카초의 간사이 문화학술연구도시에 600만 점의 장서를 보유한 간사이관이 개관했다. 2002년 5월에는 우에노의 옛 제국도서관 건물에 국제어린이도서관이라는 새로운 분관이 문을 열었다. 이 분관은 전 세계의 아동 문학 자료 40만 점을 소장하고 있다.
국립국회도서관은 본래 국회를 위한 연구도서관으로 설립되었으나, 현재는 일반 대중이 도서관 서비스의 가장 큰 이용자가 되었다. 예를 들어 2004년 3월에 끝난 회계연도에는 25만 건이 넘는 참고문헌 문의가 있었던 반면, 국회의 연구 요청은 3만 2천 건에 그쳤다.
코로나19 범유행에 대응하여 국립국회도서관은 2020년 3월 5일부터 일반인 대상 도서관 서비스를 중단했다. 2020년 6월 11일에는 일반인에게 다시 문을 열었으나, 하루 최대 200명으로 이용자를 제한했으며 추첨제를 도입해 방문 희망자는 사전에 등록하여 선정되어야 했다. 2023년 6월 22일에는 이러한 제한이 해제되었다.

## 중앙 도서관
- 도쿄본관(東京本館, 도쿄도 지요다구 나가타초)
  - 국회분관(国会分館) - 도쿄본관 부속
- 간사이관(関西館, 교토부 소라쿠군 세이카초 세이카다이)

## 지부 도서관
- 국제어린이도서관(도쿄도 다이토구 우에노 공원) - 주로 18세 미만 대상
- 도요문고(도쿄도 분쿄구 혼코마고메) - 아시아 연구 전문 도서관
- 사법기관 1관 - 최고재판소 도서관
- 행정기관 25관 - 정부 각 부처별 도서관

## 장서
2009년도 말의 통계에 의하면, 국립국회도서관의 소장 자료는 도쿄본관, 간사이관, 국제어린이도서관의 합계로 도서 9,496,680 권, 잡지 9,307,722 권, 신문 4,393,611 점으로, 그 밖에 마이크로필름이나 지도, 악보, 영상 자료, 녹음 자료, 자기 기록 자료, 회화·사진, 점자 자료 등 도서 형태 이외의 자료를 13,419,286 점 소장하고 있다.

## 같이 보기
- 전거 통제